# Guglielmo da Vercelli
Guglielmo da Vercelli, o di Montevergine (Vercelli, 1085 – Abbazia del Goleto, 25 giugno 1142), fu monaco e abate, fondatore di monasteri, tra cui quello di Montevergine. È venerato come santo dalla Chiesa cattolica.

## Biografia
Guglielmo, nato a Vercelli nel 1085 all'interno di una nobile famiglia, ancora giovane, fece un pellegrinaggio a Santiago di Compostela, pratica molto diffusa all'epoca: essendo ospitato da un fabbro, chiese a questi di fabbricare un arnese in ferro per il "maceramento della carne" da utilizzare durante il cammino che era di tale peso che riusciva a malapena a trascinare; la penitenza fu completata dal totale digiuno durante il pellegrinaggio.
Tornato in Italia, aveva intenzione di recarsi a Gerusalemme, e a tale scopo si trasferì nell'Italia meridionale, ma fu malmenato da alcuni ladri. Il santo considerò la disavventura un segno della volontà di Dio di farlo restare nel Sud Italia per diffondere il messaggio di Cristo. Per questo motivo decise di non partire più per Gerusalemme. Si fermò sulla catena montuosa che domina Avellino stabilendosi in una delle sue vette, in un luogo disabitato chiamato Partenio o Monte Virgiliano (1114). Lì trascorse una vita da eremita per alcuni anni e costruì con l'aiuto di vicini una piccola casa. Fu poi raggiunto da alcuni discepoli, tra cui sacerdoti, che costruirono le celle e parteciparono alla costruzione di una chiesa dedicata alla Vergine nel 1124, e in seguito un monastero che fu chiamato da Guglielmo di Montevergine (o Monte Vergine). Da qui ebbe origine la Congregazione verginiana dell'Ordine di San Benedetto (unita nel 1879 a quella cassinese della primitiva osservanza).
L'afflusso di fedeli fu per i sacerdoti l'occasione per esercitare il loro ministero, e la vita eremitica che Guglielmo ricercava risultava compromessa. Inoltre, i suoi confratelli mal tolleravano quello stile di vita troppo austero e pieno di privazioni. Così lasciò Partenio nel 1128 e si stabilì nella pianura di Goleto, nel territorio di Sant'Angelo dei Lombardi, dove iniziò una nuova esperienza monastica, un doppio monastero in cui la presenza delle donne era predominante.
Successivamente fondò molti altri monasteri della stessa regola, ma rimase pressoché stabilmente in Goleto a parte diversi viaggi in Puglia in più occasioni.
Alla fine è morto al Goleto il 25 giugno 1142. Il suo corpo è rimasto in Goleto fino al 2 settembre 1807, allorché fu trasferito a Montevergine per ordine del re di Napoli Gioacchino Murat. Alcune sue reliquie si conserverebbero anche in altre cattedrali (Benevento) e chiese italiane.

## Le fonti
La fonte più attendibile riguardo alle opere e alla vita di Guglielmo da Vercelli è probabilmente la Legenda de vita et obitu sancti Guilielmi confessoris et heremitae, risalente alla prima metà del Duecento, quindi di poco posteriore. Altre fonti più distanti nel tempo conterrebbero notizie corrotte oppure addirittura inventate, quindi non attendibili sebbene non necessariamente false.

## Il Miracolo del Lupo
Secondo la tradizione cattolica, ha compiuto una serie di miracoli, dei quali il più noto è stato in passato (1591) ed è tuttora il "Miracolo del Lupo", ragion per cui il santo viene spesso rappresentato in compagnia di un lupo "addomesticato", persino nel monastero di Montevergine.. Un giorno un lupo avrebbe sbranato l'asinello del quale il santo si serviva per il traino e altre mansioni. Il santo si sarebbe allora rivolto al lupo e gli avrebbe intimato di prestarsi, da allora in poi, a tutte le mansioni alle quali l'asino si prestava. La feroce bestia sarebbe da allora divenuta mansueta e le genti che il santo incontrava sarebbero rimaste colpite dall'inusuale docilità dell'animale.

## Alla corte di re Ruggero II
Tommaso Costo riporta che era giunta voce a re Ruggero II della fama del santo, e che il re desiderava conoscerlo, cosa che, secondo quanto riportato, avvenne a Salerno, dove il re risiedeva. Secondo le fonti della tradizione cattolica, ivi una meretrice, volendo mettere alla prova il santo, d'accordo col re cercò di entrare nel letto di Guglielmo da Vercelli, il quale, in risposta, pose dei tizzoni ardenti sul suo letto e vi si coricò.
Altre fonti aggiungono altri dettagli, secondo cui la meretrice si sarebbe chiamata Agnese e, in seguito si convertì, edificando un monastero presso Venosa, dove avrebbe condotto una vita monastica con altre donne, venendo chiamata "Beata Agnese da Venosa". L'agiografo Tommaso Costo, già nel Cinquecento dichiarò infondata la seconda parte della storia, in quanto nella "Leggenda longobarda" non se ne fa menzione. Laddove la "Leggenda longobarda", con molta probabilità, è la Legenda de vita et obitu sancti Guilielmi confessoris et heremitae.

## L'opera del santo nella città di Altamura
Vi è testimonianza della presenza di Guglielmo da Vercelli nella città di Altamura. Secondo quanto riportato dall'altamurano Domenico Santoro nella sua Descrizione della città di Altamura (1688), San Guglielmo da Vercelli avrebbe vissuto da eremita in una caverna di una dolina nei pressi della città di Altamura, il cosiddetto Pulo. Lo stesso Domenico Santoro (1688) riporta che "si vede nel lato settentrionale una Chiesa piccola concava nel sasso dedicata alla SS.ma Annunziazione di Maria, con due stanzette e una grotta: e nel fondo si vede l'orticello, forse quello che fu danneggiato dagli animali con due concavi sassi, forse per premere uva o rigettare piogge". La chiesa di cui parla Domenico Santoro oggi non esiste più sebbene siano visibili resti di "adattamento di epoca medioevale". Essendo l'opera del 1688, il Santoro non poteva avere conoscenza diretta della permanenza del santo all'interno del Pulo, pertanto riguardo a questo particolare potrebbe aver consultato altre fonti oggi andate perdute.
Secondo quanto riportato da Tommaso Costo e ripreso tal quale da Domenico Santoro, un giorno Guglielmo da Vercelli si sarebbe recato dal Governatore di Altamura per lamentarsi di un danno subito al suo seminato. Il Governatore gli rispose che avrebbe punito i malfattori se li avesse portati al suo cospetto. Così il santo intimò a delle bestie feroci colpevoli del misfatto di seguirlo per portarle dal Governatore, le quali bestie divennero di un'inusuale mansuetudine, tanto da seguirlo fino dal governatore. Quest'ultimo, stupito dalla docilità di quelle bestie e interpretando ciò come opera del Signore, fece donazione di un lembo di terra sul quale poi sarebbero sorti una chiesa e un monastero denominati Santa Maria Della Mena, che sorgevano nell'area omonima della città di Altamura (l'area Santa Maria della Mena o semplicemente la Mena, a pochi chilometri dal Pulo). Questo evento è riportato dagli agiografi come un miracolo, sotto il nome di miracolo degli animali che guastarono i seminati di S. Guglielmo. Tommaso Costo fa risalire la ragione del nome Santa Maria della Mena al gesto dell'aver "menato" quelle bestie davanti al Governatore. L'origine del toponimo potrebbe essere diversa da quanto riportato.

## Il culto
Papa Pio XII lo ha dichiarato patrono dell'Irpinia. Memoria liturgica il 25 giugno (dopo la riforma del 1969 non è più menzionato nel calendario universale della Chiesa cattolica: culto locale).
Dal Martirologio Romano: "A Goleto presso Nusco in Campania, san Guglielmo, abate, che, pellegrino dalla città di Vercelli, fattosi povero per amore di Cristo, fondò su invito di san Giovanni da Matera il monastero di Montevergine, in cui accolse con sé dei compagni che istruì nella sua profonda dottrina spirituale, e aprì molti altri monasteri sia di monaci sia di monache nelle regioni dell'Italia meridionale."